# Episodi di Supergirl (terza stagione)
La terza stagione della serie televisiva Supergirl è stata trasmessa in prima visione assoluta negli Stati Uniti d'America da The CW dal 9 ottobre 2017 al 18 giugno 2018.
In Italia è stata trasmessa da Premium Action dall'11 febbraio al 5 agosto 2018.i primi due episodi sono stati trasmessi l'11 febbraio 2018,il resto degli episodi sono stati trasmessi in prima visione assoluta dal 18 febbraio 2018. In chiaro è stata trasmessa da Italia 1 dal 17 marzo 2019 al 12 maggio 2019 nel day-time.
L'ottavo episodio di questa stagione è la prima parte di un nuovo lungo crossover con i rispettivi ottavi episodi della sesta stagione di Arrow, della quarta stagione di The Flash e della terza stagione di Legends of Tomorrow.
A partire da questa stagione entrano nel cast principale Katie McGrath e Odette Annable. Quest'ultima, assieme a Jeremy Jordan e Chris Wood escono dal cast principale nel finale della stagione. Calista Flockhart e Floriana Lima ricompaiono come guest star.
| n. | Titolo originale          | Titolo italiano                | Prima TV USA     | Prima TV Italia  |
| -- | ------------------------- | ------------------------------ | ---------------- | ---------------- |
| 1  | Girl of Steel             | La ragazza d'acciaio           | 9 ottobre 2017   | 11 febbraio 2018 |
| 2  | Triggers                  | Triggers                       | 16 ottobre 2017  | 11 febbraio 2018 |
| 3  | Far From the Tree         | Ritorno su Marte               | 23 ottobre 2017  | 18 febbraio 2018 |
| 4  | The Faithful              | Il seguace fedele              | 30 ottobre 2017  | 25 febbraio 2018 |
| 5  | Damage                    | Danni                          | 6 novembre 2017  | 4 marzo 2018     |
| 6  | Midvale                   | Midvale                        | 13 novembre 2017 | 11 marzo 2018    |
| 7  | Wake Up                   | Il risveglio                   | 20 novembre 2017 | 18 marzo 2018    |
| 8  | Crisis on Earth-X, Part 1 | Crisi su Terra-X - I Parte     | 27 novembre 2017 | 25 marzo 2018    |
| 9  | Reign                     | Reign                          | 4 dicembre 2017  | 1º aprile 2018   |
| 10 | Legion of Super-Heroes    | Legione dei Super-Eroi         | 15 gennaio 2018  | 8 aprile 2018    |
| 11 | Fort Rozz                 | Fort Rozz                      | 22 gennaio 2018  | 15 aprile 2018   |
| 12 | For Good                  | Per sempre                     | 29 gennaio 2018  | 22 aprile 2018   |
| 13 | Both Sides Now            | Purity                         | 5 febbraio 2018  | 29 aprile 2018   |
| 14 | Schott Through the Heart  | Giochi pericolosi              | 16 aprile 2018   | 3 giugno 2018    |
| 15 | In Search of Lost Time    | Alla ricerca del tempo perduto | 23 aprile 2018   | 10 giugno 2018   |
| 16 | Of Two Minds              | El Mayara!                     | 30 aprile 2018   | 17 giugno 2018   |
| 17 | Trinity                   | Trinity                        | 7 maggio 2018    | 24 giugno 2018   |
| 18 | Shelter from the Storm    | Segreti e bugie                | 14 maggio 2018   | 1º luglio 2018   |
| 19 | The Fanatical             | Fanatismo                      | 21 maggio 2018   | 8 luglio 2018    |
| 20 | Dark Side of the Moon     | Il lato oscuro della Luna      | 28 maggio 2018   | 15 luglio 2018   |
| 21 | Not Kansas                | Le figlie della notte          | 4 giugno 2018    | 22 luglio 2018   |
| 22 | Make It Reign             | La rinascita                   | 11 giugno 2018   | 29 luglio 2018   |
| 23 | Battles Lost and Won      | Battaglie perse e vinte        | 18 giugno 2018   | 5 agosto 2018    |

## La ragazza d'acciaio
- Titolo originale: Girl of Steel
- Diretto da: Jesse Warn
- Scritto da: Andrew Kreisberg

### Trama
Sono passati due mesi da quando Supergirl ha respinto l'invasione daxamita e Mon-El ha lasciato la Terra. Kara ha preso molto male la separazione e si è chiusa in se stessa, concentrandosi unicamente sui suoi doveri come Supergirl e diventando molto più efficiente, ma anche fredda e distante con tutti; Alex, preoccupata per la sorella, trascura i preparativi per il matrimonio e anche Winn e James temono che Kara stia sempre più perdendo la sua umanità. National City si è ripresa dall'attacco alieno grazie agli investimenti di Morgan Edge, un industriale senza scrupoli che ha finanziato i lavori di ricostruzione della città; Cat Grant, invece, è diventata portavoce della Casa Bianca, lasciando definitivamente James alla guida della CatCo. Edge tenta di approfittarne per comprare la CatCo e ottenere così il pieno controllo della stampa, ma Lena lo anticipa e acquista lei stessa l'azienda. Il DEO collabora con la polizia nella caccia al mercenario Robert DuBois, detto Bloodsport. L'uomo si introduce in una base militare per procurarsi armi e munizioni; Supergirl lo affronta, ma Bloodsport la distrae ferendo un soldato e riesce a dileguarsi. James, preoccupato perché l'amica sta trascurando sempre di più la sua vita come Kara Danvers, ha una discussione con lei; per tutta risposta, Kara si licenzia per non avere distrazioni dai suoi doveri di eroina. Alex si rende conto che la sorella ha passato il limite e cerca di spronarla a reagire, ma Kara è convinta di aver fallito la sua esistenza come umana e che le emozioni siano una debolezza che Supergirl non può permettersi; Alex capisce che la sorella, in realtà, ha solamente paura di soffrire ancora, ma è costretta ad accettare la sua scelta. Bloodsport colpisce nuovamente in occasione della cerimonia di presentazione di una statua in onore di Supergirl bombardando la città da un sottomarino; nel trambusto, una bambina di nome Ruby Arias rimane intrappolata sotto un traliccio e sua madre Samantha riesce a salvarla manifestando poteri sovrumani, cosa di cui la stessa Samantha era inconsapevole. Supergirl cattura il sottomarino, ma capisce anche che il mandante è Edge, l'unico che aveva da guadagnare da un attacco alla città, e, pur non avendo prove per dimostrarlo, promette all'uomo di tenerlo d'occhio. Kara, dopo questa esperienza, si rende conto che la solitudine che si è imposta è ancora più dolorosa delle emozioni di cui voleva liberarsi, e riprende così la sua vita di prima, tornando a lavorare alla CatCo e a frequentare Alex e gli amici. Quella stessa notte, Samantha Arias si sveglia di colpo da un incubo: ha sognato Alura Zor-El trasformata in una creatura mostruosa.
- Guest star: Calista Flockhart (Cat Grant), Floriana Lima (Maggie Sawyer), Erica Durance (Alura Zor-El), Emma Tremblay (Ruby Arias), David St. Louis (Robert DuBois/Bloodsport), Adrian Pasdar (Morgan Edge).
- Altri interpreti: Jeremy Burtenshaw (uomo che spara), Carlen Escarraga (soldato), Josh Hallem (Brian), Fred Henderson (sindaco), Marc Senior (staff #1), Gelsea Mae (staff #2), Sonia Sunger (reporter).

- Note:
  - Erica Durance, interprete di Alura Zor-El a partire da questa stagione, ha recitato nel ruolo di Lois Lane in Smallville.
  - Nell'episodio è presente un easter egg. La scena iniziale in cui Supergirl fluttua sopra National City, in ascolto e pronta a intervenire in caso di bisogno, riprende una scena del film Superman Returns, in cui l'inquadratura è molto simile.

- Ascolti USA: telespettatori 1 870 000[6]

## Triggers
- Titolo originale: Triggers
- Diretto da: David McWhirter
- Scritto da: Gabriel Llanas e Anna Musky-Goldwyn

### Trama
Il DEO e la polizia indagano sul caso di Gayle Marsh, detta Psi, una rapinatrice telepatica capace di incutere un tale terrore che nessuno osa opporle resistenza; Supergirl l'affronta, ma Psi riesce a metterla fuori gioco provocandole un attacco di claustrofobia. Kara rimane molto scossa e nei giorni successivi è sempre più nervosa e distratta; a risentirne è soprattutto il suo rendimento sul lavoro, complice la presenza di Lena alla CatCo che le rende molto difficile mantenere segreta la sua identità, e tra Kara e Lena si creano alcune incomprensioni. Supergirl cerca nuovamente di fermare Psi con l'aiuto di J'onn, che le fornisce una protezione in grado di schermarla dalla telepatia; Psi, però, si rivela più potente persino di J'onn, tanto da riuscire a sconfiggerlo a distanza, e riduce un'altra volta Supergirl all'impotenza facendole rivivere il giorno della fine di Krypton. Più tardi, Kara confida a Winn di aver capito che Psi sfrutta la paura delle persone e che la claustrofobia, nel suo caso, è provocata dal ricordo del tempo trascorso nella navicella dopo la distruzione di Krypton; le ripetute intrusioni di Psi nella sua mente, però, le hanno ormai provocato un tale trauma che Kara inizia a soffrire di attacchi di panico. Samantha Arias, intanto, è alle prese con la figlia Ruby, convinta che la madre sia riuscita a salvarla perché possiede dei poteri; la bambina, nel tentativo di persuadere anche Samantha, si mette di proposito in pericolo durante un attacco di Psi in modo da costringere la madre a usare i suoi poteri per proteggerla, ma la situazione viene risolta da Supergirl, che mette in salvo madre e figlia. Kara, colpita da Psi, rivive ancora la partenza da Krypton e questa volta, in preda al delirio, associa il ricordo a quella che è la sua vera e più grande paura, ossia che Mon-El sia morto; Alex riesce a calmare la sorella e Kara, alla fine, sconfigge Psi. Risolto il problema, Kara si chiarisce con Lena e fa la conoscenza della sostituta dell'amica alla L-Corp, ovvero proprio Samantha Arias. J'onn viene contattato da M'gann: l'amica gli rivela che Marte è in pericolo e deve tornarvi il prima possibile.
- Special guest star: Floriana Lima (Maggie Sawyer).
- Guest star: Sharon Leal (M'gann M'orzz/Miss Martian), Yael Grobglas (Gayle Marsh/Psi), Erica Durance (Alura Zor-El), Emma Tremblay (Ruby Arias), Andrea Brooks (Eve Teschmacher).
- Altri interpreti: Derick Agyemang (guardia di sicurezza #1), Nicole Anthony (cliente donna), Ken Godmere (cliente uomo), Chelsea Gill (impiegata), David Lennon (poliziotto), Norman Misura (operaio alla gru), Angela Moore (preside Coburn), Hugo Raymundo (guardia).

- Ascolti USA: telespettatori 1 760 000[7]

## Ritorno su Marte
- Titolo originale: Far From the Tree
- Diretto da: Dermott Downs
- Scritto da: Jessica Queller e Derek Simons

### Trama
J'onn si reca su Marte assieme a Kara, che ha insistito per accompagnarlo, per rispondere alla richiesta di soccorso di M'gann. Quest'ultima comanda una resistenza che si oppone al regime dei Marziani Bianchi e ha chiamato l'amico perché è riuscita a trovare e liberare M'yrnn J'onzz, il padre di J'onn. M'yrnn è stato risparmiato perché è una potente autorità religiosa ed è l'unico a sapere dove si trova il bastone di Kolar, una devastante arma psichica di cui i Marziani Bianchi vogliono servirsi per annientare la resistenza: M'yrnn ha reso inaccessibile la propria mente per proteggere l'informazione e il compito di J'onn è convincerlo a collaborare con i ribelli. M'yrnn non riconosce il figlio perché non crede possibile che J'onn sia stato tanto vigliacco da fuggire per salvarsi la vita, e J'onn ne è turbato; Kara gli assicura che M'yrnn sarebbe fiero di lui se sapesse tutto quello che ha fatto per proteggere la Terra, ma J'onn esita comunque a dirgli la verità. Ormai non c'è più tempo, e Till'all, il luogotenente di M'gann, decide di provare a estorcere con la forza l'informazione a M'yrnn; Supergirl e J'onn scappano assieme a M'yrnn nella vecchia casa della famiglia J'onzz, ma M'yrnn, oltraggiato e convinto che si tratti dell'ennesimo trucco dei Bianchi per farlo parlare, rifiuta definitivamente di aiutarli. Kara riesce a far ragionare l'anziano uomo e quest'ultimo permette a J'onn di trasmettergli i suoi ricordi, avendo così la prova che il figlio è vivo ed è tornato. M'yrnn rivela alla resistenza il luogo in cui è custodito il bastone e i ribelli arrivano appena in tempo per impedire ai Marziani Bianchi di impossessarsene: usando il potere del bastone, Supergirl annienta i Bianchi e Till'all, resosi conto che il bastone è troppo pericoloso per entrambe le fazioni, con il benestare di M'gann decide di affidarlo a Kara e J'onn; questi ultimi tornano sulla Terra portando con loro M'yrnn, mentre M'gann rimane su Marte per continuare a combattere. Alex, Maggie ed Eliza stanno ultimando i preparativi per la festa di matrimonio; Maggie non ha più contatti con i genitori da quando, molti anni prima, suo padre Oscar la cacciò di casa in seguito al suo coming out, ma Alex la convince ugualmente a invitarlo per tentare di riconciliarli. Maggie rivede così Oscar dopo tanti anni, ma il padre rifiuta ancora di accettare l'omosessualità della figlia e quest'ultima, pur se con il cuore a pezzi, taglia definitivamente i ponti con il genitore. Maggie è ora in pace con se stessa, ma è decisa a non avere figli; Alex, che invece ne vorrebbe, ne è addolorata.
- Special guest star: Floriana Lima (Maggie Sawyer), Helen Slater (Eliza Danvers).
- Guest star: Sharon Leal (M'gann M'orzz/Miss Martian), Carl Lumbly (M'yrnn J'onzz), Carlos Bernard (Oscar Rodas), Dewshane Williams (Till'all), Louriza Tronco (N'keyy), Izabela Vidovic (Kara Zor-El da giovane).

- Nota. Quando Supergirl attacca i Marziani Bianchi a bordo dell'astronave di J'onn camuffata da decappottabile, la radio trasmette Oops!... I Did It Again, di Britney Spears. Il video della canzone è ambientato proprio su Marte.

- Ascolti USA: telespettatori 1 760 000[8]

## Il seguace fedele
- Titolo originale: The Faithful
- Diretto da: Jesse Warn
- Scritto da: Paula Yoo e Katie Rose Rogers

### Trama
Samantha viene avvicinata da una donna che si presenta come una seguace di Rao, la principale divinità kryptoniana, e offre a lei e a Ruby di unirsi alla congrega. Kara, insospettita, si reca a un incontro della setta al posto suo e scopre che i membri sono persone salvate in passato da Supergirl: il fondatore, Thomas Coville, si trovava a bordo dell'aereo che Kara salvò due anni prima durante la sua prima missione e iniziò a venerare Supergirl come una sorta di Messia. Kara è molto turbata, soprattutto dall'inspiegabile e perfetta conoscenza di Coville della religione kryptoniana; come se non bastasse, si scopre che il rito d'iniziazione della setta consiste nel porsi volontariamente in pericolo di vita in modo da essere salvati da Supergirl. Maggie non può arrestare Coville, essendo vincolata al rispetto della libertà di culto, al che Kara interroga Coville con il pretesto di un'intervista, ma, con suo sommo orrore, l'uomo la riconosce immediatamente; Kara, allora, gli ordina apertamente di sciogliere la setta, ma Coville travisa le sue parole e si convince di essere stato messo alla prova. Si scopre che Coville ha potuto apprendere il credo di Rao attraverso una sonda kryptoniana atterrata sulla Terra anni prima e contenente elementi della cultura di Krypton: la sonda è alimentata da un reattore che tuttavia si sta progressivamente destabilizzando ed esploderà entro breve tempo, distruggendo gran parte della città. Coville ha piazzato il reattore all'interno di uno stadio, così che Supergirl salvi tutte le persone al suo interno; Supergirl, però, non può avvicinarsi perché la sonda contiene un campione di kryptonite, e con l'aiuto di Alex e Coville crea una voragine in cui spinge il reattore, contenendone l'esplosione e salvando la città. Coville viene arrestato, ma promette a Kara di mantenere il suo segreto nella convinzione che proteggere Supergirl sia la missione divina a cui è destinato. Alex e Kara, intanto, hanno stretto amicizia con Samantha e Ruby; Alex si rende conto che il suo desiderio di avere figli è sempre più forte e, affranta, confessa a Kara di aver capito di non essere disposta a rinunciarvi per amore di Maggie. All'insaputa di tutti, l'onda d'urto provocata dall'esplosione della sonda ha riattivato un'astronave in fondo al mare e i suoi occupanti iniziano a risvegliarsi; poco dopo, Samantha ha un'allucinazione in cui il suo corpo è ricoperto di simboli kryptoniani e una donna le appare per annunciare che è arrivato per lei il momento di regnare.
- Special guest star: Floriana Lima (Maggie Sawyer).
- Guest star: Carl Lumbly (M'yrnn J'onzz), Chad Lowe (Thomas Coville), Erica Durance (Alura Zor-El), Emma Tremblay (Ruby Arias), Anjali Jay (Selena), Sofia Vassilieva (Olivia).
- Altri interpreti: Sage Brocklebank (guardia), David Carzell (Kenneth), Nick Fontaine (Josh), Cameron Forbes (capo), Hyuma Frankowski (Jeremy), Meghan Gardiner (madre al campo di calcio), Khaira Ledeyo (vicepreside), Alex Zahara (kryptoniano).

- Ascolti USA: telespettatori 1 820 000[9]

## Danni
- Titolo originale: Damage
- Diretto da: Kevin Smith
- Scritto da: Eric Carrasco e Cindy Lichtman

### Trama
I bambini di National City iniziano a soffrire di sintomi da intossicazione da piombo e Morgan Edge, che ha il dente avvelenato con Lena da quando la donna gli ha soffiato la CatCo, attribuisce pubblicamente la responsabilità al dispersore progettato da Lena per respingere l'invasione daxamita. Lena, dietro consiglio di James, si dimette temporaneamente sia dalla CatCo che dalla L-Corp per garantire l'imparzialità dei media, ma questo non basta e Lena deve nuovamente fare i conti con la pessima reputazione dei Luthor, trovandosi ancora una volta isolata dall'intera comunità. Un'estremista tenta di uccidere Lena durante la conferenza stampa in cui rassegna le dimissioni e James rimane ferito per proteggerla. Il DEO testa il dispersore e i risultati indicano che la quantità di piombo rilasciato è effettivamente superiore a quella stimata da Lena. Kara indaga assieme a Samantha, scoprendo che tutti i bambini ammalati frequentavano la piscina di National City e che l'acqua è stata contaminata con un composto sintetico che simula l'avvelenamento da piombo immesso al posto del cloro; l'azienda distributrice appartiene a Morgan Edge. Lena, furiosa, cerca di uccidere Edge, ma viene catturata e rinchiusa a bordo di un cargo che rilascerà il composto nella baia di National City; il DEO intercetta la richiesta di aiuto di Lena e Supergirl interviene, impedendo l'inquinamento e salvando Lena. Il nome di Lena è così riabilitato, ma Edge riesce a eliminare le prove del suo coinvolgimento, evitando la galera. Alex e Maggie continuano a non essere d'accordo sul fatto di avere o meno dei figli e, pur continuando ad amarsi, decidono di lasciarsi; Kara, vedendo la sorella a pezzi, decide allora di portarla per qualche giorno a Midvale per aiutarla a superare la rottura.
- Special guest star: Floriana Lima (Maggie Sawyer).
- Guest star: Emma Tremblay (Ruby Arias), Adrian Pasdar (Morgan Edge), Andrea Brooks (Eve Tessmacher), Curtis Lum (agente Demos), Bob Frazer (padre arrabbiato).
- Altri interpreti: Emy Aneke (Shiv), Shauna Hansen (Jen), Octavian Kaul (Luke), Robert Parent (pilota), Sukh Singh (guardia di sicurezza).

- Ascolti USA: telespettatori 1 870 000[10]

## Midvale
- Titolo originale: Midvale
- Diretto da: Rob Greenlea
- Scritto da: Caitlin Parrish e Jess Kardos

### Trama
La rottura con Maggie è stata devastante per Alex, e Kara decide di portarla per qualche giorno a Midvale, la città dove sono cresciute, per darle modo di sfogarsi; Alex, però, si è chiusa in se stessa, proprio come ha fatto Kara in seguito alla partenza di Mon-El, e rifiuta di parlare con lei. Eliza confida a Kara di essere preoccupata per lei, oltre che per Alex: non è infatti convinta che Kara abbia superato la separazione da Mon-El e consiglia alle figlie di appoggiarsi l'una all'altra. Kara, allora, ripensa a quando, dieci anni prima, il suo rapporto con Alex era ben diverso da quello che è adesso: Alex, infatti, incolpava Kara per la scomparsa di Jeremiah, sicché le sorelle litigavano in continuazione e l'unico amico di Kara era Kenny Li, un ragazzo timido e appassionato di astronomia. Le cose cambiarono quando Kenny fu ritrovato ucciso e Alex, anche lei amica di Kenny, decise di aiutare la sorella a scoprire il responsabile. Il telescopio e il laptop di Kenny erano spariti e Kara e Alex intuirono che Kenny doveva essere stato ucciso per aver scoperto qualcosa di compromettente. Le ragazze trovarono il laptop e scoprirono che Kenny aveva raccolto le prove della tresca fra Josie, una loro compagna di classe, e uno degli insegnanti, il professor Samuel Bernard; subito dopo, qualcuno cercò di uccidere le sorelle, che riuscirono a salvarsi grazie ai poteri di Kara. L'agente federale Noel Neill, una donna stranamente molto somigliante ad Alura Zor-El, si presentò a casa Danvers per ammonire Kara e spiegarle l'importanza di tenere nascosti i suoi poteri; Kara non può saperlo, ma Noel Neill era in realtà J'onn trasformato. Alex, convinta che fosse stato Bernard a uccidere Kenny e a cercare di eliminare lei e Kara, denunciò l'insegnante, che venne arrestato per la relazione con Josie, ma la stessa Josie le rivelò poco dopo che Bernard si trovava con lei durante l'aggressione alle sorelle. Alex capì perciò che non era lui l'assassino e ne parlò con Collins, lo sceriffo di Midvale, ma saltò fuori che il vero colpevole era proprio Collins: Kenny, infatti, aveva scoperto che lo sceriffo era coinvolto in un traffico di droga e prima di essere ucciso aveva nascosto il laptop con le prove. Ormai con le spalle al muro, Collins cercò di uccidere Alex, e Kara riuscì a salvarla; da allora, le sorelle divennero inseparabili. Di nuovo nel presente, Kara e Alex riflettono su quell'esperienza e su come abbia contribuito a creare il loro legame, trovando proprio in questo la forza per superare i rispettivi lutti; di nuovo serene, le sorelle tornano a National City e riprendono la loro vita.
- Special guest star: Helen Slater (Eliza Danvers).
- Guest star: Erica Durance (agente Noel Neill/J'onn J'onzz), Izabela Vidovic (Kara Zor-El da giovane), Olivia Nikkanen (Alex Danvers da giovane), David Chisum (sceriffo Ron Collins), Ivan Mok (Kenny Li), Eliana Jones (Josie).
- Altri interpreti: Carolyn Anderson (insegnante di ginnastica), Myk Byskov (Samuel Bernard), Ryleigh Gillespie (cheerleader), Winnie Hung (signora Li), Gavin Langelo (Jake), Dawson Alexander Holmes (Deadhead), Zenia Marshall (studentessa), Joshua Morettin (ragazzino), Austin Obiajunwa (studente), C. Douglas Quan (signor Li), Sandy Sidhu (vicesceriffo Clemens), Farryn Vanhumbeck (Vicki).

- Note:
  - Kara, per esaminare il laptop di Kenny, chiede aiuto a un'amica di Clark, Chloe Sullivan. Quest'ultima è una dei protagonisti di Smallville ed è, nella continuity della serie, cugina di Lois Lane, che in Smallville era interpretata da Erica Durance. Il "Muro delle Stramberie" citato da Kara compare realmente in Smallville ed è l'archivio in cui Chloe raccoglie tutti i casi di poteri sovrumani presenti a Smallville su cui poi indaga il giovane Clark Kent.
  - La scuola di Midvale, nella realtà, è la "Templeton Secondary School" di Vancouver. Lo stesso edificio era già stato utilizzato in Smallville come ambientazione dell'istituto frequentato da Clark Kent durante le prime stagioni[11].
  - Quando J'onn si presenta dalla giovane Kara con le sembianze di Alura, il marziano usa come alias il nome "Noel Neill". Si tratta di un omaggio a Noel Neill, la prima attrice ad aver interpretato il personaggio di Lois Lane. Neill ha recitato per la prima volta il ruolo di Lois nel serial cinematografico Superman del 1948, e successivamente è apparsa in molte altre opere dedicate al supereroe kryptoniano, tra cui Superman Returns, pellicola del 2006 diretta da Bryan Singer.
  - Quando Kenny, l'unico amico di Kara, muore, il giocatore di Football, Jake Howell, dice: "Oh mio Dio! Hanno ucciso Kenny!", chiaro riferimento a Stan, della serie South Park, che ogni volta che muore il suo amico Kenny, dice la stessa frase.

- Ascolti USA: telespettatori 1 890 000[12]

## Il risveglio
- Titolo originale: Wake Up
- Diretto da: Chad Lowe
- Scritto da: Gabriel Llanas e Anna Musky-Goldwyn

### Trama
J'onn, dietro consiglio di Winn, aiuta M'yrnn ad ambientarsi, ma nel farlo si rende conto che la sua vita ruota interamente attorno al DEO e di sentirsi un estraneo sulla Terra tanto quanto il padre; M'yrnn capisce che il figlio si è isolato per tentare di dimenticare quello che è accaduto su Marte e lo esorta a ricominciare una vita assieme. Durante un'esplorazione sottomarina della baia di National City per verificare i danni provocati dall'esplosione viene rinvenuta una nave aliena; a bordo, Kara, J'onn e Winn trovano sei passeggeri, di cui cinque sono in stato di ipersonno e il sesto e unico cosciente è nientemeno che Mon-El. Kara è al settimo cielo, ma Mon-El si comporta in maniera molto strana; dopo averlo sorpreso a tentare di intrufolarsi in uno dei depositi del DEO, Kara inizia a temere che non sia più lo stesso, ma Mon-El rifiuta di darle spiegazioni e chiede invece aiuto a Winn per tornare alla sua astronave. Winn, pur se diffidente, recupera ciò che Mon-El stava cercando al DEO, ossia un congegno che consente di attivare i sistemi d'emergenza della nave, ma i due vengono scoperti da Kara; Mon-El, a questo punto, è costretto a rivelarle che per lui sono trascorsi sette anni da quando se n'è andato e di aver vissuto per tutto quel tempo sulla Terra del XXXI Secolo; nel futuro, inoltre, la L-Corp svilupperà una cura per l'allergia al piombo, spiegando perché Mon-El riesca a sopravvivere nonostante l'atmosfera terrestre sia ancora tossica per i daxamiti. Il congegno del DEO gli serviva per riattivare le capsule per l'ipersonno, che a causa di un'avaria stanno perdendo energia, mettendo a rischio la vita dei suoi compagni di viaggio: una di esse, una saturniana di nome Imra, si risveglia e viene portata al DEO. Kara, ora convinta della buona fede di Mon-El, è pronta a riprendere la loro relazione, ma ha un'amarissima delusione quando Mon-El le rivela che Imra è sua moglie. Samantha ha scoperto di essere stata colpita da un proiettile vagante nel giorno dell'attentato a Lena, rimanendo però illesa perché la pallottola le è rimbalzata addosso; turbata, la donna capisce di possedere davvero dei poteri e si rivolge alla sua madre adottiva, Patricia, per saperne di più. Patricia le rivela di averla trovata a bordo di una navicella kryptoniana quand'era ancora neonata e che Samantha, perciò, è un'aliena. La donna, grazie a un dispositivo trovato nella navicella, riesce a evocare una Fortezza della Solitudine e al suo interno l'ologramma di Selena, una mistica kryptoniana, risveglia completamente i suoi poteri, trasformandola in una spietata e potentissima guerriera: Reign.
- Guest star: Carl Lumbry (M'yrnn J'onzz), Betty Buckley (Patricia Arias), Emma Tremblay (Ruby Arias), Anjali Jay (Selena), Amy Jackson (Imra Ardeen/Saturn Girl).
- Altri interpreti: Georgia Hacche (donna), Andres Joseph (uomo).

- Nota. L'episodio contiene diversi easter egg: il primo è un riferimento al film Superman del 1978: quando Kara, J'onn e Winn stanno per raggiungere la nave aliena, Kara si accinge a perforare l'asfalto dicendo "State indietro" e "Una volta ho visto Clark che lo faceva", prima di essere fermata da J'onn. La scena è quasi identica a quella del film. In un tweet del 21 novembre 2017, giorno seguente alla trasmissione dell'episodio, lo sceneggiatore Eric Carrasco, che all'epoca collaborava alla serie, ha affermato che gli sceneggiatori tentavano di inserire questo easter egg da tempo. Un altro easter egg si trova nella scena in cui Samantha Arias usa il cristallo per far emergere la fortezza: la scena è girata e montata in modo molto simile alla scena in cui la Fortezza della solitudine viene creata nell'episodio Al tramonto del sole della serie televisiva Smallville.

- Ascolti USA: telespettatori 1 920 000[13]

## Crisi su Terra-X - I Parte
- Titolo originale: Crisis on Earth-X, Part 1
- Diretto da: Larry Teng
- Scritto da: Robert Rovner e Jessica Queller (sceneggiatura); Andrew Kreisberg e Marc Guggenheim (soggetto)

### Trama
Nel mondo parallelo di Terra-X, i nazisti hanno vinto la Seconda Guerra Mondiale e ora dominano il pianeta. L'attuale dittatore, un arciere oscuro noto come Dark Arrow, uccide Guardian, che in quella realtà è un patriota americano che combatte contro il regime, e conquista una porta dimensionale creata dai ribelli. Kara e Alex, intanto, si recano su Terra-1 per partecipare al matrimonio tra Barry Allen e Iris West; tra gli invitati ci sono anche Oliver Queen e Felicity Smoak da Star City e il gruppo delle Leggende, a cui partecipano però solo Sara Lance, Martin Stein, Jefferson Jax e Mick Rory, lasciando il resto della squadra sulla Waverider. Cisco Ramon, Wells e Caitlin Snow elaborano un siero per separare Martin Stein e Jefferson Jackson dalla matrice Firestorm: Martin è al settimo cielo, ma Jefferson non è altrettanto entusiasta all'idea di rinunciare ai suoi poteri. Il matrimonio di Barry è l'occasione per tutti i protagonisti per riflettere sulle rispettive vite sentimentali: Oliver chiede a Felicity di sposarlo, venendo tuttavia respinto, e Kara cerca di abituarsi alla vita senza Mon-El mentre Alex, ancora provata dalla rottura con Maggie, ha un'avventura con Sara Lance. Durante la cerimonia, i nazisti di Terra-X comandati da Dark Arrow, sua moglie Overgirl e la versione di quel mondo di Prometheus irrompono e attaccano i presenti; Kara riesce a ferire Overgirl, e Dark Arrow ordina la ritirata. Gli eroi riescono a catturare Prometheus di Terra-X e si preparano a interrogarlo; nel frattempo, Dark Arrow e Overgirl, che si rivelano essere le controparti di Oliver e Kara, incontrano Eobard Thawne per decidere la prossima mossa.
- Guest star: Stephen Amell (Oliver Queen/Green Arrow; Oliver Queen/Dark Arrow), Grant Gustin (Barry Allen/Flash), Victor Garber (Martin Stein/Firestorm), Jesse L. Martin (Joe West), Emily Bett Rickards (Felicity Smoak), Caity Lotz (Sara Lance), Tom Cavanagh (Harrison "Harry" Wells; Eobard Thawne/Anti-Flash), Dominic Purcell (Mick Rory/Heat Wave), Candice Patton (Iris West), Franz Drameh (Jefferson "Jax" Jackson/Firestorm), Danielle Panabaker (Caitlin Snow/Frost), Carlos Valdes (Cisco Ramon/Vibe), Keiynan Lonsdale (Wally West/Kid Flash), Jessica Parker Kennedy (Nora West-Allen), Danielle Nicolet (Cecilie Horton), Patrick Sabongui (David Singh), Christina Brucato (Lily Stein), Isabella Hofmann (Clarissa Stein), William Katt (pastore).
- Altri interpreti: Anthony Ames (boss), Robyn Bradley (wedding planner), Mackenzie Gray (Greggor), Paul Herbert (scienziato), Jay MacDougald (guardia), Andrea Pizarro (addetta alla manicure), Jeremy Schuetze (Rob), Chris Walters (guardia #2).

- Nota. L'episodio è il primo capitolo di un crossover in quattro parti che prosegue negli episodi Crisi su Terra-X - II Parte della serie Arrow, poi in Crisi su Terra-X - III Parte di The Flash e infine si conclude in Crisi su Terra-X - IV Parte di Legends of Tomorrow

- Ascolti USA: telespettatori 2 710 000[14]

## Reign
- Titolo originale: Reign
- Diretto da: Glen Winter
- Scritto da: Paula Yoo e Caitlin Parrish

### Trama
Mon-El e Imra spiegano di essere i leader e i fondatori di una fazione di supereroi, la Legione, che s'ispira alle gesta di Supergirl per mantenere la pace e l'ordine nel futuro: durante una missione, la loro astronave è stata accidentalmente risucchiata da un tunnel spaziale che li ha portati nel presente e non potranno ripartire finché l'astronave non sarà riparata. Per Kara è molto difficile sopportare la presenza di un'altra donna accanto a Mon-El, ma trova conforto e sostegno nell'amicizia di Lena e Samantha; quest'ultima, intanto, è tornata dalla Fortezza della Solitudine senza alcun ricordo di cos'è accaduto. Il DEO indaga sulla comparsa in città di un misterioso simbolo kryptoniano; Thomas Coville rivela a Kara che il simbolo si riferisce all'avvento di una terribile guerriera, chiamata Bestia o Worldkiller, che, come una sorta di Anticristo, segnerà la fine del mondo. La sua avanzata sarà scandita da tre passi: la Bestia marchierà la città, dopodiché ucciderà e infine regnerà. Kara non crede alle farneticazioni dell'uomo, ma poco dopo qualcuno massacra una banda di malavitosi e cerca di uccidere Edge, in entrambi i casi utilizzando la vista calorifica kryptoniana. Kara sfida la misteriosa Worldkiller e quest'ultima accetta; prima di recarsi sul luogo dello scontro, Alex, preoccupata, raccomanda la sorella di essere spietata e inesorabile. La Worldkiller si presenta come Reign e afferma di essere giunta sulla Terra per giudicare i malvagi e portare l'ordine; Supergirl la affronta con tutte le sue forze, ma Reign si rivela troppo potente anche per lei e la riduce in fin di vita.
- Guest star: Carl Lumbry (M'yrnn J'onzz), Chad Lowe (Thomas Coville), Amy Jackson (Imra Ardeen/Saturn Girl), Adrian Pasdar (Morgan Edge), Erica Durance (Alura Zor-El), Emma Tremblay (Ruby Arias), Briana Venskus (agente Vasquez).
- Altri interpreti: Andre Anthony (assistente di Edge), Dexter Bell (compratore), Laura K. MacDonald (agente #1), Paul Piankowski (venditore), Patrick Rinehart (agente #2), Sonia Sunger (anchorwoman), Alison Thornton (ragazzina).

- Ascolti USA: telespettatori 1 810 000[15]

## Legione dei Super-Eroi
- Titolo originale: Legion of Super-Heroes
- Diretto da: Jesse Warn
- Scritto da: Derek Simon e Eric Carrasco

### Trama
Dopo essere stata sconfitta da Reign, Supergirl è in coma: Mon-El risveglia dall'ipersonno un altro membro della Legione, il coluano Brainiac-5, e lo incarica di introdursi nel subconscio di Kara per entrare in contatto con lei. Ora che Supergirl è fuori gioco, Reign continua la sua opera e dichiara guerra non solo alla malavita di National City, ma a chiunque favorisca o permetta crimini di qualsiasi genere, e il DEO chiede l'aiuto della Legione per contrastarla; Mon-El rifiuta perché l'eventuale morte dei Legionari comprometterebbe il futuro, ma assicura anche che Reign, alla fine, verrà sconfitta, anche se non sa come. Reign sferra un nuovo attacco e il DEO cerca di catturarla sfruttando la kryptonite del generatore usato da Colville, che J'onn aveva conservato per precauzione, ma Reign è stata potenziata e riesce a liberarsi; Alex suggerisce allora di iniettarle il minerale in corpo, e Mon-El, persuaso da Imra, offre l'aiuto della Legione. Reign attacca la prigione di massima sicurezza di National City con l'intenzione di fare piazza pulita dei carcerati e viene affrontata dai Legionari, rivelandosi comunque troppo forte per loro; grazie all'intervento di Supergirl, riuscita finalmente a risvegliarsi, gli eroi riescono a iniettarle la kryptonite e Reign, sconfitta, batte in ritirata. Più tardi, Kara confida ad Alex di aver capito che ciò che la tratteneva nel sogno era la paura di affrontare non solo Reign, ma anche il dolore per la fine della storia con Mon-El; ora più serena, Kara si sente pronta a chiudere con il passato e andare avanti. Tra James e Lena è nato del tenero: Lena, dapprima a disagio all'idea di avere una relazione con il migliore amico di Superman, supererà l'imbarazzo grazie all'involontario consiglio di J'onn, costretto a farsi passare per Kara per coprirne la scomparsa durante il coma. Reign, rifugiatasi alla sua Fortezza della Solitudine, si riprende dagli effetti della kryptonite e scopre che esistono altre Worldkillers; Coville, riuscito a evadere durante l'attacco alla prigione, si offre di aiutarla a rintracciarle.
- Guest star: Chad Lowe (Thomas Coville), Emma Tremblay (Ruby Arias), Jesse Rath (Querl Dox/Brainiac-5), Amy Jackson (Imra Ardeen/Saturn Girl), Anjali Jay (Selena).

- Ascolti USA: telespettatori 2 170 000[16]

## Fort Rozz
- Titolo originale: Fort Rozz
- Diretto da: Gregory Smith
- Scritto da: Gabriel Llanas e Anna Musky-Goldwyn

### Trama
Il DEO indaga sulle origini di Reign e scopre un collegamento con Jindah Kol Rozz, una sacerdotessa kryptoniana attualmente detenuta a bordo di Fort Rozz; Supergirl, però, ha lanciato Fort Rozz nello spazio e la colonia orbita ora attorno a una stella blu che, oltre a privare i kryptoniani dei loro poteri, emette radiazioni letali per qualsiasi forma di vita di sesso maschile. Kara decide allora di mettere in piedi una squadra interamente femminile composta da lei stessa e Imra e recluta anche Psi e Livewire, che accettano di collaborare perché consapevoli di essere entrambe nel mirino di Reign: Livewire, in particolare, dopo essere stata lasciata andare da Supergirl, si è nascosta per paura della Worldkiller e conduce un'esistenza in incognito come cameriera in una tavola calda. Giunta a bordo di Fort Rozz, la squadra deve affrontare le detenute, riuscite a liberarsi a causa di un calo di potenza della colonia, e una di esse, catturata dal gruppo, rivela la posizione di Jindah. Un'eruzione provoca il dirottamento di Fort Rozz, che cadrà nella stella entro pochissimo tempo; Psi e Imra rimangono indietro per stabilizzare la nave il più possibile mentre Supergirl e Livewire si avventurano in cerca di Jindah. Alex, intanto, è costretta a un periodo di convalescenza a casa per riprendersi dallo scontro con Reign e si offre di badare a Ruby mentre Samantha è in viaggio per lavoro; Reign prende il sopravvento su Samantha e, informata della missione della squadra di Supergirl, si reca su Fort Rozz. Supergirl riesce a trovare Jindah e la sacerdotessa le rivela che esistono altre Worldkillers oltre a Reign, ovvero Purity e Pestilence, tutte nascoste in forma umana sulla Terra, ma prima che possa svelarne l'identità viene uccisa da Reign; quest'ultima possiede ancora i suoi poteri nonostante l'assenza di un sole giallo e Livewire si sacrifica per proteggere Supergirl, morendo. Psi colpisce Reign provocandole una visione di Ruby e l'attacco fa recuperare a Samantha coscienza di sé il tempo necessario da indurre la kryptoniana a fuggire, salvando la situazione. Tornate sulla Terra, Psi viene riportata in carcere, ma l'esperienza ha cambiato anche lei e Supergirl capisce che nella criminale c'è in fondo la stessa bontà che aveva intravisto anche in Livewire. Più tardi, Kara confida a Mon-El di aver capito che anche Reign ha un lato umano a cui avrebbe potuto appellarsi e Mon-El la esorta a non arrendersi: se è riuscita a tirare fuori del buono da Livewire, potrà farcela anche con Reign. Nel frattempo, una donna di nome Julia Freeman sopravvive incolume a un terribile incidente stradale rivelando di possedere poteri sovrumani: Julia, infatti, è in realtà Purity, la seconda Worldkiller.
- Guest star: Yael Grobglas (Gayle Marsh/Psi), Brit Morgan (Leslie Willis/Livewire), Jesse Rath (Querl Dox/Brainiac-5), Amy Jackson (Imra Ardeen/Saturn Girl), Emma Tremblay (Ruby Arias), Krys Marshall (Julia Freeman/Purity), Ella Thomas (Tormock), Sarah Douglas (Jindah Kol Rozz), Anjali Jay (Selena).
- Altri interpreti: Mittita Barber (Vanita), Joe Costa (cliente #1), Janet Glassford (cliente #2), Jason Burkart (cliente #3), Vanessa Przada (Erika Morrison).

- Ascolti USA: telespettatori 2 070 000[17]

## Per sempre
- Titolo originale: For Good
- Diretto da: Tawnia McKiernan
- Scritto da: Cindy Lichtman e Alix Sternberg (sceneggiatura); Robert Rovner (soggetto)

### Trama
Il DEO cerca di rintracciare le Worldkillers sfruttando il sistema di tracciatura usato per Supergirl; il sistema, però, risulta inefficace perché Reign, Purity e Pestilence sono in realtà kryptoniane modificate geneticamente, spiegando perché i poteri di Reign non dipendano dalle radiazioni solari. Samantha, intanto, è preoccupata per i vuoti di memoria sempre più frequenti di cui soffre da qualche tempo e chiede ad Alex di sottoporla ad alcune analisi, che tuttavia non rivelano nulla di anomalo; l'amnesia, infatti, è provocata da Reign, anche se Samantha non ne ha alcuna coscienza. Nel frattempo, qualcuno cerca di uccidere Morgan Edge manomettendo la sua macchina e l'uomo, scampato per miracolo, accusa Lena; quest'ultima nega, ed Edge, per tutta risposta, la avvelena con del cianuro. Lena riesce a salvarsi solo grazie a Kara, che mette a rischio la propria identità segreta per portarla al DEO, e al tempestivo intervento di Alex e dei medici del dipartimento. Il sicario che ha avvelenato Lena è stato ucciso con un proiettile dissolvente, una tecnologia sviluppata dalle industrie Luthor, e Lena capisce che è stata Lillian a eliminarlo e a tentare di togliere di mezzo Edge: Lillian, infatti, ha avuto notizia dei contrasti tra la figlia e Morgan Edge ed è decisa a proteggere Lena a modo suo, ovvero uccidendo Edge. Lena rifiuta il suo aiuto, ma si rende conto di trovare molto allettante l'idea di uccidere il rivale e capisce di poter essere diabolica e vendicativa quanto la madre; inizialmente turbata, Lena non cede alla tentazione e finge di assecondare i piani di Lillian. La madre intende uccidere Edge con un drone durante un ricevimento e Lena riesce a fargli registrare una confessione di tutti i suoi crimini dietro minaccia di lasciare campo libero a Lillian; quest'ultima, tradita dalla figlia, attacca con un'armatura creata da Lex e viene sconfitta da Supergirl e Mon-El. Lillian viene arrestata, ma si complimenta con Lena per la furbizia dimostrata, che fa di lei una vera Luthor. Winn, incrociando gli arrivi di navicelle spaziali con incidenti accaduti negli ultimi anni, scopre che Julia Freeman è una Worldkiller e il DEO si prepara a catturarla.
- Guest star: Brenda Strong (Lillian Luthor), Adrian Pasdar (Morgan Edge), Krys Marshall (Julia Freeman/Purity), Andrea Brooks (Eve Teschmacher).
- Altri interpreti: David Lee Fortis (Meathead), Paige Gibbs (medico del DEO #1), Berlin Lu (valletta).

- Nota. Durante la puntata l'attrice Chyler Leigh (Alex Danvers) dice di aver lavorato a Seattle come medico. Si tratta di un riferimento alla serie medical drama Grey's Anatomy in cui l'attrice fu una dei personaggi principali.

- Ascolti USA: telespettatori 2 110 000[18]

## Purity
- Titolo originale: Both Sides Now
- Diretto da: Jesse Warn
- Scritto da: Jessica Queller e Paula Yoo

### Trama
Il DEO arresta Julia Freeman, che però non sembra sapere di essere una Worldkiller e non capisce la situazione: presa dal panico, la donna si trasforma in Purity e attacca gli agenti, ma Supergirl riesce a catturarla e a metterla sotto chiave. Kara, dopo quanto ha assistito, è convinta che Julia e Purity siano in realtà due personalità distinte e vorrebbe far emergere il lato umano della Worldkiller, ma Alex non è d'accordo e preferisce tentare con la forza; Kara, preoccupata, teme che Alex non abbia ancora superato la separazione da Maggie e si stia sfogando su Purity. Un cristallo kryptoniano recuperato a casa di Julia Freeman si attiva, provocando la trasformazione di Samantha in Reign; Purity percepisce l'evento e si libera con una potentissima emissione di onde soniche, riuscendo a fuggire. Mon-El, intanto, impegnato nelle riparazioni dell'astronave della Legione, ha qualche incomprensione con Imra e confida a J'onn che il loro matrimonio, in realtà, ha origini politiche: Mon-El accettò di sposarla per creare un'alleanza fra la Terra e Titano, ma con il tempo nacque tra loro un sentimento reale. Ora che è tornato nel presente, però, Mon-El si è reso conto di provare ancora qualcosa per Kara, e J'onn gli consiglia di parlarne con Imra; quest'ultima, che aveva comunque intuito la verità, si mostra comprensiva e confessa a Mon-El che il loro arrivo nel presente non è stato un incidente. Supergirl, Alex, Mon-El e J'onn affrontano Purity e riescono a sconfiggerla grazie a Julia, che riesce a riprendere il sopravvento e ad opporsi alla Worldkiller; Reign, avvisata da Selena, appare per portare la compagna via con sé e Julia si consegna spontaneamente pur di salvare Supergirl. Alex, a questo punto, capisce che Kara aveva ragione e accetta di aiutare la sorella a cercare di salvare le incarnazioni umane delle Worldkillers. Lena, avvertita da Ruby dell'ennesima sparizione di Samantha, affronta l'amica e Samantha, in preda alla confusione e alla rabbia, per un attimo si lascia sopraffare da Reign; Lena, a questo punto, si rende conto che l'amica è proprio la Worldkiller e decide di aiutarla.
- Guest star: Emma Tremblay (Ruby Arias), Krys Marshall (Julia Freeman/Purity), Amy Jackson (Imra Ardeen/Saturn Girl), Anjali Jay (Selena).
- Altri interpreti: Herbert Duncanson (passeggero), Andrew Nadanyi (agente DEO).

- Ascolti USA: telespettatori 2 120 000[19]

## Giochi pericolosi
- Titolo originale: Schott Through The Heart
- Diretto da: Glen Winter
- Scritto da: Derek Simon e Caitlin Parrish

### Trama
Il padre di Winn, il Giocattolaio, muore. Al funerale si presenta Mary, la madre di Winn, che però è molto freddo con lei: Mary, infatti, scappò quando Winslow impazzì per paura del marito, lasciando Winn da solo in balia del padre. Durante la cerimonia, la bara salta in aria a causa di una bomba piazzata all'interno; inizialmente tutti pensano che si tratti dell'ultima burla del Giocattolaio, ma poco dopo qualcuno attacca il DEO con alcune scimmie radiocomandate. La responsabile è Jacqueline Nimball, una guardia carceraria diventata l'apprendista del Giocattolaio, e il suo obiettivo è uccidere Mary e Winn, colpevoli di aver violato le regole del "gioco" imposte da Winslow. La donna rapisce Mary, ma Winn, aiutato da Supergirl, Mon-El e James, riesce a salvarla e Jacqueline viene arrestata. Alex scopre che M'yrnn sta manifestando i primi segnali della demenza senile: M'yrnn non vuole essere un peso per J'onn e proibisce ad Alex di farne parola con lui, ma alla fine sarà lui stesso a confessare al figlio la verità. Mon-El rivela a Kara che Imra e Brainiac-5 hanno ammesso di aver fatto in modo di giungere nel presente di proposito: l'ultima Worldkiller, Pestilence, nel futuro si evolverà in una Blight, una potentissima creatura che distruggerà interi mondi, e la Legione deve eliminarla prima che ciò accada. Lena, intanto, lavora in segreto a un modo per tentare di separare Samantha da Reign.
- Guest star: Laurie Metcalf (Mary McGowan), Carl Lumbly (M'yrnn J'onzz), Brooke Smith (Jacqueline Nimball).
- Altri interpreti: Gaalen Engen (prete).

- Note:
  - All'inizio dell'episodio, durante la serata karaoke, James canta la canzone "Tears away". La canzone è uno dei singoli pubblicati nel 2017 come cantante da Mehcad Brooks, l'attore che interpreta proprio James.
  - L'episodio contiene un easter egg. Si tratta di un riferimento al film Il silenzio degli innocenti (1991), dove Brooke Smith ha interpretato il ruolo di una delle vittime del serial killer soprannominato Buffalo Bill. Nella scena in cui Mary e Jacqueline Nimball, interpretata dalla stessa Smith, si confrontano, Mary la chiama appunto "Buffalo Bill".

- Ascolti USA: telespettatori 1 910 000[20]

## Alla ricerca del tempo perduto
- Titolo originale: In Search of Lost Time
- Diretto da: Andi Marmagadian
- Scritto da: Eric Carrasco (soggetto); Katie Rose Rogers e Nicki Holcomb (sceneggiatura)

### Trama
Lena, appurato che Samantha è Reign, ricovera l'amica in un laboratorio segreto per tentare di guarirla, ma Samantha rifiuta di crederle; Lena, allora, provoca Samantha al punto di farla infuriare e far emergere la personalità di Reign, dopodiché mostra all'amica le riprese dell'evento e Samantha, devastata, accetta finalmente di farsi aiutare. Il DEO si mette sulle tracce di Pestilence, che, stando alle informazioni della Legione, si manifesterà con una devastante epidemia, e Mon-El addestra Kara per migliorare le sue abilità in combattimento. Supergirl ferma un'aliena dotata di poteri telepatici che in uno scatto d'ira ha distrutto un locale; J'onn sospetta che l'aliena abbia subito l'involontaria influenza di M'yrnn, che si è dato alla meditazione per mantenere attiva la mente e contrastare la demenza. Più tardi, al DEO, Kara, Winn e Alex diventano improvvisamente ostili e aggressivi a causa di una perturbazione psichica di origine sconosciuta e tornano in sé grazie all'intervento di J'onn. L'aliena, rinchiusa al DEO, viene ritrovata in stato delirante mentre ripete un mantra marziano e J'onn si rende conto che è proprio M'yrnn la causa delle anomalie psichiche: l'aggressività provocata dalla sua telepatia deriva infatti dalla frustrazione di M'yrnn per ciò che gli sta accadendo. J'onn è perciò costretto a limitare i poteri del padre, anche se ciò significherà togliere a M'yrnn la poca autonomia che ancora gli è rimasta. M'yrnn s'indigna per l'iniziativa del figlio e genera una nuova ondata psichica ancora più potente delle precedenti che fa perdere il controllo a tutti; Kara, riuscita a proteggersi, calma M'yrnn il tempo necessario da permettere a J'onn di bloccare i poteri del padre con un dispositivo di contenimento. Kara ha attaccato Mon-El sotto gli effetti della perturbazione provocata da M'yrnn riversandogli addosso tutta la rabbia per come sono andate le cose tra loro; a cose risolte, Kara si scusa per come si è comportata, ma Mon-El ammette serenamente di essersi meritato ogni parola, rivelando di essere diventato saggio e maturo nel tempo trascorso nel futuro. Più tardi, Kara e Mon-El sono di ronda assieme e assistono a una vera e propria moria di uccelli: è il primo segnale del risveglio di Pestilence.
- Guest star: Carl Lumbly (M'yrnn J'onzz), Curtis Lum (agente Demos).
- Altri interpreti: Glenn Ennis (Draaga), Paul Lazenby (Mandrax), Rochelle Okoye (Finhead), Chris Peters (seconda guardia).

- Ascolti USA: telespettatori 1 380 000[21]

## El Mayara!
- Titolo originale: Of Two Minds
- Diretto da: Alexandra La Roche
- Scritto da: Gabriel Llanas e Anna Musky-Goldwyn

### Trama
Pestilence ha iniziato a colpire National City: dopo gli uccelli, anche le persone iniziano ad ammalarsi. Kara e Imra non sono d'accordo su come affrontarla: Imra vorrebbe ucciderla immediatamente per scongiurare la sua trasformazione nella Blight, mentre Kara intende fare il possibile per salvarne il lato umano. Alex analizza il morbo e scopre che si trasmette per contatto diretto con Pestilence; il DEO, nel frattempo, elabora una cura grazie alle informazioni estratte dai Legionari, che custodiscono i dati necessari nei loro corpi. Winn risale ad Adelaide Swanson, una ragazza che risulta essere entrata in contatto con tutti gli infetti, ma quando irrompono a casa sua, Supergirl e Imra la trovano morta, uccisa dal morbo di Pestilence, provando che non era lei la Worldkiller. Imra era andata a casa di Adelaide per ucciderla, e Kara la affronta per tentare di capire le sue ragioni: Imra, allora, esortata da Mon-El, le rivela che sua sorella Praye morì proprio per mano della Worldkiller. Winn e Alex vengono contagiati, ma la cura della Legione risulta inefficace perché il farmaco è stato sviluppato per contrastare il morbo diffuso dalla Blight, geneticamente differente dalla Pestilence attuale: la cura dev'essere perciò modificata con un campione di DNA di Pestilence. Esaminando i video della sicurezza del luogo del primo contagio, il DEO scopre l'unica altra persona oltre ad Adelaide Swanson ad aver avuto contatti con tutti gli ammalati, ovvero la dottoressa Grace Parker, la quale è quindi Pestilence. Supergirl cerca di risvegliare in lei la sua umanità, ma Grace, al contrario di Samantha e Julia, si è sottomessa volontariamente a Pestilence: Supergirl, Mon-El e Imra si vedono perciò costretti a cercare di eliminarla, ma Pestilence viene tratta in salvo da Purity. Imra riesce comunque a prelevare un campione di sangue di Pestilence e a usarlo per modificare la cura, salvando Winn, Alex e tutti gli altri infetti. Lena, intanto, sottopone Samantha a una serie di elettroshock per indurre la trasformazione di Reign e ottenere i dati necessari a distruggerla: durante le sedute, né la coscienza di Samantha né quella di Reign riescono a prevalere ed entrambe si trovano intrappolate in una sorta di limbo che appare sotto forma di un'oscura vallata. Il DEO rintraccia Purity e Pestilence al laboratorio di Lena; all'arrivo delle altre due Worldkillers, Reign prende il sopravvento su Samantha sotto gli occhi allibiti di Supergirl, Mon-El, J'onn e Imra e fugge con le compagne.
- Guest star: Jesse Rath (Querl Dox/Brainiac-5), Amy Jackson (Imra Ardeen/Saturn Girl), Krys Marshall (Julia Freeman/Purity), Angela Zhou (Dr. Grace Parker/Pestilence).
- Altri interpreti: Taylor Hastings (Adelaide Swanson), Laurie Murdoch (CEO), Fred Henderson (capo della Sims), Daesha Usman (cliente), Kelly Ann Woods (capo dello staff).

- Ascolti USA: telespettatori 1 500 000[22]

## Trinity
- Titolo originale: Trinity
- Diretto da: Jesse Warn
- Scritto da: Jessica Queller (storia); Caitlin Parrish e Derek Simon (sceneggiatura)

### Trama
Lena, interrogata dal DEO, spiega che il suo obiettivo era trovare l'innesco che provoca la trasformazione di Samantha e Reign e di aver usato l'ultima riserva di kryptonite in possesso di Lex per tenerla sotto controllo; Supergirl è molto delusa che Lena abbia agito alle sue spalle e soprattutto che non le abbia mai detto di avere una scorta di kryptonite. Supergirl sviene a causa di un'eclissi solare provocata dalle Worldkillers e si ritrova per un istante nel limbo in cui sono confinate le coscienze di Samantha e Julia Freeman; risvegliatasi, Supergirl riconosce in tutto ciò un antico rituale stregonesco di Krypton e capisce che le Worldkillers sono state create da una congrega di streghe. Il DEO deve fermare il rituale prima che l'eclissi si completi, ma per riuscirci è necessario raggiungere Samantha e farsi rivelare la posizione delle Worldkillers. Samantha e Julia, intanto, stanno perdendo progressivamente i loro ricordi man mano che le coscienze di Reign e Purity si rafforzano; Grace, invece, si è già arresa a Pestilence, motivo per cui la sua personalità è morta e nel limbo appare come cadavere. Supergirl, Alex e Lena, guidate da Brainiac-5, si introducono nel limbo, ma prima chiede in privato a James di accertarsi che Lena non abbia mentito sulla kryptonite. Nel limbo, Supergirl e Lena hanno una discussione: Supergirl accusa Lena di aver mentito, ma Lena è serena e osserva che Supergirl mantiene il segreto sulla propria identità per lo stesso motivo per cui Lena ha taciuto la verità su Samantha, ovvero per proteggere una persona. Supergirl, Alex e Lena trovano Samantha e riescono a farla tornare in sé, permettendole di prendere il sopravvento su Reign il tempo necessario per inviare al DEO la posizione della Fortezza della Solitudine delle Worldkillers. Supergirl, Mon-El, Imra, J'onn e Alex, quest'ultima equipaggiata con una nuova uniforme e nuove armi progettate da Winn, affrontano le Worldkillers, ma Supergirl perde i suoi poteri a causa del completamento dell'eclissi, che impedisce alle radiazioni solari di attivare i suoi poteri; all'ultimo istante, Julia riesce a prendere il controllo su Purity e si sacrifica per uccidere Pestilence, morendo. Con la fine delle due Worldkillers, il rituale si interrompe e l'eclissi ha termine, permettendo a Supergirl di riavere i suoi poteri, ma Reign assorbe il potere delle compagne, diventando ancora più forte di prima. Guardian scopre che Lena ha detto la verità a proposito della kryptonite, e Supergirl, capendo di essere stata troppo dura, si scusa con Lena e le due tornano amiche; anche James, dapprima deluso, riconosce che Lena ha agito a fin di bene e, per dimostrarle la propria fiducia, le rivela di essere Guardian. Lena, a questo punto, gli confida di aver scoperto come sintetizzare la kryptonite, svelando perciò che la riserva usata su Reign in realtà apparteneva a lei. Selena incarica Reign di uccidere Ruby, il cui ricordo è l'unica cosa che permette a Samantha di non essere sopraffatta; Samantha, nel limbo, percepisce tutto e caccia un urlo disperato.
- Guest star: Jesse Rath (Querl Dox/Brainiac-5), Amy Jackson (Imra Ardeen/Saturn Girl), Krys Marshall (Julia Freeman/Purity), Angela Zhou (Grace Parker/Pestilence), Anjali Jay (Selena).
- Altri interpreti: Yuvraj Kalsi (ragazzino).

- Nota. Durante le riprese di questo episodio, gli attori hanno girato un video musicale della popolare canzone Sweet Dreams (Are Made of This). Il video è stato diretto e assemblato da Melissa Benoist, che ha poi pubblicato il video sul suo profilo instagram circa due anni dopo, il 21 febbraio 2020, pochi giorni prima che l'episodio n. 100 della serie andasse in onda.

- Ascolti USA: telespettatori 1 600 000[23]

## Segreti e bugie
- Titolo originale: Shelter From The Storm
- Diretto da: Antonio Negret
- Scritto da: Robert Rovner (storia); Lindsay Gelfand e Allison Weintraub (sceneggiatura)

### Trama
Ora che Pestilence è stata uccisa, il futuro è cambiato e la Legione deve tornare immediatamente nel XXXI Secolo: l'alleanza tra la Terra e Titano fu infatti decisa per combattere la Blight, di conseguenza è possibile che i rapporti tra i due mondi siano tornati ostili. Reign attacca Lena e James per costringerli a portarla da Ruby, ma Lena riesce a metterla in fuga con uno spray alla kryptonite; all'arrivo del DEO, Lena tiene nascosta la verità sul minerale e svela che Ruby si trova alla vecchia villa di Lex, protetta da un sistema olografico che la rende invisibile. Supergirl e J'onn proteggono Patricia Arias, madre adottiva di Samantha e probabile prossimo bersaglio di Reign, e l'anziana donna ammette di aver capito subito che Samantha e la Worldkiller sono la stessa persona poiché Samantha, da bambina, disegnava in continuazione il marchio di Reign. Patricia cacciò di casa Samantha quando quest'ultima rimase incinta di Ruby, ma ora, amaramente pentita, si dichiara pronta a fare tutto il possibile per salvare la figlia. Reign appare per prendere Patricia e Supergirl e J'onn danno battaglia, ma Reign può ora disporre anche dei poteri di Purity e Pestilence ed è inarrestabile. Patricia cerca di risvegliare la coscienza di Samantha, ma Reign la uccide; prima di morire, Patricia perdona la figlia e prega Supergirl di riferire a Samantha che le dispiace di non esserle stata accanto. Lena, esortata da James, consegna a Supergirl la sua scorta di kryptonite per combattere Reign; Supergirl, indignata, accusa Lena di averle mentito ancora e i rapporti tra loro si raffreddano. La Legione, intanto, si prepara al ritorno nel futuro, ma Mon-El è molto riluttante all'idea di lasciare di nuovo Kara. Imra comprende la situazione e lo esorta a rimanere nel presente per aiutare Supergirl a sconfiggere Reign, lasciandogli piena libertà di tornare da lei nel futuro o rimanere con Kara. Alex si trova a villa Luthor per proteggere Ruby; la ragazzina, preoccupata per la madre, le ruba il cellulare e tenta di contattare Samantha, ma la chiamata viene intercettata da Reign, che scopre così il loro nascondiglio. Reign attacca e viene affrontata da Mon-El, Supergirl e Alex; nello scontro, Reign perde la maschera e Ruby scopre così la vera identità della madre. Gli eroi riescono a catturarla e a riportarla al laboratorio di Lena, dove viene sedata e tenuta in isolamento. Supergirl e Lena si chiariscono e tutto sembra tornare alla normalità, ma Lena confida a Kara di essere rimasta molto delusa dal fatto che Supergirl abbia chiesto a James di indagare su di lei; dopo ciò che ha fatto, Lena non potrà più fidarsi di Supergirl. Nel frattempo, una ragazza di nome Tanya ruba il diario di Thomas Coville.
- Altri interpreti: Jesse Rath (Querl Dox/Brainiac-5), Amy Jackson (Imra Ardeen/Saturn Girl), Betty Buckley (Patricia Arias), Emma Tremblay (Ruby Arias), Cynthia Stevenson (signora Queller), Nesta Cooper (Tanya).
- Altri interpreti: Emily Haine (donna), Connor Stinson O'Gorman (uomo)

- Nota. L'episodio contiene un easter egg. Si tratta di un riferimento al film Superman (1978). Quando Reign arriva a villa Luthor, deve affrontare diversi dispositivi e trappole anti-intrusione (mitragliatrici automatiche e trappole) che sono le stesse che Superman affronta nel film quando entra nel covo di Lex Luthor.

- Ascolti USA: telespettatori 1 530 000[24]

## Fanatismo
- Titolo originale: The Fanatical
- Diretto da: Mairzee Almas
- Scritto da: Paula Yoo e Eric Carrasco

### Trama
Supergirl ha riconosciuto che la kryptonite di Lena è stata fondamentale per catturare Reign e si è pentita di essere stata tanto dura con lei, ma Lena non perdona all'eroina di aver agito alle sue spalle; James, capendo che la causa di tutto sono i segreti che ognuna delle due ha dovuto nascondere all'altra, consiglia a Kara di rivelarle la sua vera identità, ma Kara non è d'accordo. Alex, intanto, si prende cura di Ruby, che però si è chiusa in se stessa e non comunica più con lei; grazie all'aiuto di M'yrnn, però, tutto si sistemerà. Tanya, in passato adepta del culto di Rao, si è impossessata del diario di Thomas Coville e lo consegna a Kara e a James pregando loro di farlo avere a Supergirl: il diario è scritto in kryptoniano, e Tanya, che essendo una linguista è stata capace di tradurlo, ha scoperto che Coville vi ha trascritto il progetto per creare qualcosa di misterioso. Tanya ha lasciato il culto quando Coville ha rinnegato Supergirl per venerare Reign e ora teme che gli altri adepti vogliano portare a termine il suo piano. La ragazza viene sequestrata dai seguaci, capitanati da Olivia, e Guardian interviene, ma durante lo scontro perde la maschera; i seguaci lo minacciano di rivelare la sua identità se non consegnerà Tanya e il diario. Kara scopre che i seguaci stanno tentando di ricreare la Pietra Nera di Yuda Kal, la dea kryptoniana della vita, con lo scopo di generare una nuova Worldkiller; Lena ipotizza che, creando una pietra con proprietà inverse a quelle originali, sarebbe possibile annientare Reign una volta per tutte. Tanya e Mon-El fingono di consegnarsi per scoprire il covo dei seguaci; Mon-El, grazie a un cristallo solare kryptoniano, riesce a comunicare a Supergirl la posizione, ma Olivia completa la creazione della pietra e si trasforma in una Worldkiller. Supergirl riesce a far tornare la ragazza in sé e tutto si risolve per il meglio; la pietra finisce distrutta, ma Lena e Winn ne scoprono un esemplare in orbita attorno a una stella a qualche anno luce dalla Terra e Mon-El si offre di accompagnare Supergirl a recuperarla. L'episodio si chiude con il ritorno in città di Thomas Coville.
- Guest star: Carl Lumbly (M'yrnn J'onzz), Chad Lowe (Thomas Coville), Emma Tremblay (Ruby Arias), Sofia Vassilieva (Olivia), Nesta Cooper (Tanya), Andrea Brooks (Eve Teschmacher).
- Altri interpreti: Nikolas Baric (seguace #2), Ryan McNeill Bolton (poliziotto), Bryan Demore (guardia), Darren E. Scott (seguace #1), Shayn Walker (ufficiale di polizia).

- Ascolti USA: telespettatori 1 470 000[25]

## Il lato oscuro della Luna
- Titolo originale: Dark Side of the Moon
- Diretto da: Hanelle Culpepper
- Scritto da: Derek Simon e Katie Rose Rogers

### Trama
Qualcuno cerca di uccidere Alex; quest'ultima crede che si tratti di Ron Collins, lo sceriffo corrotto che mandò in galera dieci anni prima per l'omicidio di Kenny Li e che attualmente si trova in libertà sulla parola, ma si scopre che il vero responsabile è il fratello di uno degli evasi di Fort Rozz arrestato da Alex. Dopo questa esperienza, Alex inizia a temere che la sua vita come agente sia troppo pericolosa e imprevedibile per permetterle di avere una famiglia, ma J'onn le assicura che tutto andrà bene. Supergirl e Mon-El partono alla ricerca della Pietra Nera di Yuda Kal e scoprono che l'asteroide individuato da Winn è in realtà un immenso frammento di Krypton su cui è sopravvissuta Argo City, la città natale di Kara. In città, Kara ritrova sua madre Alura, viva e vegeta, che le spiega che Argo City è scampata alla distruzione grazie a uno scudo creato da Zor-El; non sapendo se il sistema avrebbe funzionato, Alura e Zor-El decisero di inviare comunque Kara sulla Terra. La Pietra Nera fornisce energia alla barriera, perciò Alura non può cederne neppure una parte e rimanda la questione al consiglio cittadino. Kara ne approfitta per trascorrere del tempo con la madre e finalmente si gode la sensazione di poter essere finalmente se stessa, senza travestimenti o doppie identità. Il consiglio di Argo City, inizialmente, rifiuta di concedere la Pietra Nera nonostante la mediazione di Alura, ma Kara riesce a convincerli e alla fine la maggioranza vota per donare la pietra: il voto decisivo è garantito dalla consigliera Selena, che, all'insaputa di tutti, è in realtà proprio la sacerdotessa alla guida delle Worldkillers. Avuta la Pietra Nera, Kara e Mon-El tornano sulla Terra giusto in tempo per affrontare Reign, ormai completamente immune alla kryptonite e pronta a dare battaglia.
- Guest star: Erica Durance (Alura Zor-El), Anjali Jay (Selena), Emma Tremblay (Ruby Arias), Ron Chisum (Ron Collins), Tim Russ (Jul-Us).
- Altri interpreti: Carrie Ann Fleming (venditrice), Corey Schmitt (sospetto), Benjamin Goas (Val).

- Ascolti USA: telespettatori 1 570 000[26]

## Le figlie della notte
- Titolo originale: Not Kansas
- Diretto da: Dermott Downs
- Scritto da: Gabriel Llanas e Anna Musky-Goldwyn

### Trama
Mentre Supergirl e Mon-El tengono occupata Reign, Lena riesce a sintetizzare un antidoto dalla Pietra Nera di Yuda Kal; una volta iniettato, il siero separa Reign e Sam e la Worldkiller è distrutta. Ora che tutto è finito, Kara decide di tornare ad Argo City per stare con la sua gente e Mon-El la accompagna per poter usare la tecnologia kryptoniana per mandare un messaggio alla Legione e farsi venire a prendere. Sulla Terra, Guardian protegge National City in assenza di Supergirl e affronta un rapinatore armato con un fucile del DEO; J'onn e James interrogano Preston, proprietario dell'industria che ha in appalto le armi del DEO, e l'uomo conferma di aver creato una versione da caccia dell'IL-14, il principale fucile d'assalto del DEO. Preston consegna la lista degli acquirenti al DEO e, incrociando i dati, Winn e James identificano il criminale, Arthur Willis. James e J'onn si trovano in disaccordo su come affrontare la questione: J'onn vorrebbe usare la forza, mentre James è contrario all'uso delle armi. Willis intende assaltare lo studio legale che l'ha licenziato per vendicarsi; J'onn riesce a farlo ragionare e decide da quel momento di modificare l'arsenale del DEO vietando l'uso di armi letali. Ad Argo City iniziano ad accadere strani incidenti, e Kara sospetta che ci sia qualcuno dietro; Alura è convinta che Kara sia soltanto stressata, ma poco dopo una cittadina di nome Felra tenta di assassinare sia lei che Mon-El. Interrogata, Felra rivela di appartenere alla congrega delle Figlie della Notte, la setta che ha creato le Worldkillers, e che Selena è la loro sacerdotessa. Approfittando del diversivo creato da Felra, Selena ruba l'astronave di Kara e Mon-El e assieme alle sue seguaci giunge sulla Terra, dove Thomas Coville le consegna un cristallo con cui la sacerdotessa crea una nuova Fortezza della Solitudine. L'evento viene percepito da Samantha, rivelando che la coscienza di Reign è ancora viva.
- Guest star: Carl Lumbly (M'yrnn J'onzz), Chad Lowe (Thomas Coville), Erica Durance (Alura Zor-El), Emma Tremblay (Ruby Arias), Anjali Jay (Selena), Esmé Bianco (Thara Ak-Var), Michael Reilly Burke (Preston), Andrea Brooks (Eve Teschmacher), Bradley White (Arthur Willis).
- Altri interpreti: Brenda Crichlow (Lynn Vang), Benjamin Goas (Val), Todd Thomson (Lir-Al), Kerry Sandomirsky (Felra), Timothy Wallace (poliziotto), Carrie Ann Fleming (madre di Val), Ivan Wanis-Ruiz (agente del DEO).

- Ascolti USA: telespettatori 1 830 000[27]

## La rinascita
- Titolo originale: Make It Reign
- Diretto da: Armen V. Kevorkian
- Scritto da: Ray Utarnachitt e Cindy Lichtman

### Trama
Le Figlie della Notte tentano di usare la Pietra Nera di Yuda Kal per riportare in vita Reign, ma la pietra è tossica per i kryptoniani a causa dell'atmosfera terrestre; Selena decide allora di far compiere il rituale a Thomas Coville, ma per completarlo è necessario il sangue di Purity e Pestilence, custodito al DEO. Su Argo City, Kara e Mon-El, aiutati da Alura e Thara, un'amica d'infanzia di Kara, trovano il covo della setta e riescono a mettersi in contatto con Selena: la sacerdotessa rivela che il loro culto è seguace di Juru, un antico dio guerriero che ha dato nome alla valle nella cui forma si presenta il limbo in cui erano intrappolate le coscienze di Julia Freeman e Samantha, ma fu bandito perché i suoi adepti credevano che l'unica via per creare un mondo perfetto fosse attraverso la guerra e lo sterminio. Le Figlie della Notte sono ciò che rimane del culto di Juru e hanno creato le Worldkillers per eliminare la razza umana dalla Terra e fare del pianeta la nuova Krypton. Kara e Mon-El riescono a mettersi in contatto con Winn e a completare un portale sperimentale creato da Zor-El che gli permetterebbe di tornare sulla Terra; in quel momento, le Figlie della Notte attaccano il DEO e Kara, manipolando l'intelligenza artificiale di Alura, riesce a ingannare una delle streghe, facendole attivare il portale. Kara e Mon-El, accompagnati da Alura, intervengono e mettono in fuga le streghe, che tuttavia riescono a prendere il sangue delle Worldkillers e a resuscitare Reign; Coville, non più utile alla causa, viene infine colpito da Selena. Nella lotta, Demos, uno degli agenti del DEO e amico di Winn, muore nonostante fosse equipaggiato con un sistema di protezione creato da Winn, e quest'ultimo ne è profondamente scosso, temendo di non essere all'altezza degli altri eroi. Samantha, intanto, si sente sempre più debole a causa del progressivo rafforzamento di Reign, la quale, pur essendo ora separata da Samantha, condivide ancora un legame con lei. Alura rivela che nella valle di Juru, dove sono state create le Worldkillers, esistevano due fonti, una che ha dato vita e forza alle guerriere e un'altra, opposta alla prima, capace di annientarle; Samantha decide perciò di tornare nella valle. Le Figlie della Notte e Reign avviano il processo di riformazione della Terra, provocando disastri naturali in tutto il mondo. La malattia di M'yrnn sta progredendo molto in fretta e l'anziano marziano, negli ultimi momenti di lucidità, decide di trasmettere tutte le sue memorie a J'onn per far sì che la storia di Marte non vada perduta; compiuto il processo, M'yrnn si schiera al fianco degli eroi per aiutarli a sconfiggere le kryptoniane.
- Guest star: Carl Lumbly (M'yrnn J'onzz), Chad Lowe (Thomas Coville), Erica Durance (Alura Zor-El), Esmé Bianco (Thara Ak-Var), Emma Tremblay (Ruby Arias), Anjali Jay (Selena), Andrea Brooks (Eve Teschmacher), Winsome Brown (kryptoniana oscura), Rosemary Hochschild (Vita), Curtis Lum (agente Demos).

- Ascolti USA: telespettatori 1 760 000[28]

## Battaglie perse e vinte
- Titolo originale: Battles Lost and Won
- Diretto da: Jesse Warn
- Scritto da: Robert Rovner e Jessica Queller

### Trama
Imra e Brainiac-5, avvisati da Mon-El, tornano dal futuro per aiutare gli eroi a proteggere la Terra dalle devastazioni provocate da Reign; la Worldkiller sta destabilizzando il nucleo del pianeta e M'yrnn si sacrifica fondendosi con esso, riuscendo a bloccare la sua avanzata. Mon-El ha compreso di amare ancora Kara e sceglie di restare nel presente, ma Brainiac-5 rivela che il futuro è ancora in pericolo: la sconfitta della Blight ha permesso a un antenato malvagio di Brainiac-5 di avviare un progetto per l'eliminazione di tutte le intelligenze artificiali del futuro, a parte se stesso, e per fermarlo è necessario l'aiuto di Mon-El e Winn, l'unico con un genio abbastanza sviluppato da prendere il posto di Brainiac-5 nella Legione. Samantha, nella valle di Juru, s'imbatte in sua madre Patricia, che l'aiuta a trovare le fonti e le indica da quale bere. Samantha si risveglia nel pieno delle forze e con tutti i poteri dei kryptoniani; gli eroi, intanto, hanno rintracciato Reign e le Figlie della Notte grazie a Thomas Coville, miracolosamente sopravvissuto all'attacco di Selena, e danno battaglia. Con l'aiuto di Samantha, gli eroi riescono a distruggere Reign, ma Alura e Mon-El muoiono, uccisi dalla Worldkiller. Kara usa l'Anello della Legione di Mon-El per tornare indietro nel tempo e salvarli: la ragazza usa infatti la Pietra Nera per portare se stessa, Reign e Samantha nella valle di Juru e Samantha costringe Reign a bere l'acqua della fonte in grado di distruggerla, annientandola. Ora è tutto finito, e Kara decide di rimanere sulla Terra, riconoscendo che Argo City, ormai, non è più la sua casa; Samantha, ora che Reign non c'è più, è un essere umano a tutti gli effetti e riprende la sua vita con Ruby; Mon-El, pur amando Kara, torna nel futuro assieme a Winn, che ha scelto di andare con lui lasciando Brainiac-5 al DEO al suo posto; Alex vorrebbe dimettersi per avere la possibilità di avere una famiglia, ma J'onn respinge la richiesta, nominandola direttore al posto suo e ricordandole che rinunciare a una parte di sé non servirà a renderla felice; Alura, salutata Kara, ritorna ad Argo City con una scorta di Pietra Nera creata per lei da Lena e portando le Figlie della Notte per processarle. Tutto sembra tornato normale, ma si scopre che l'utilizzo della Pietra Nera ha portato alla comparsa, in Siberia, di una ragazza identica a Kara; Lena, che ha tenuto per sé la Pietra Nera e ne sta monitorando le variazioni energetiche, comunica alla sua nuova assistente Eve Teschmacher di iniziare con la seconda fase dell'esperimento.
- Guest star: Carl Lumbly (M'yrnn J'onzz), Betty Buckley (Patricia Arias), Chad Lowe (Thomas Coville), Erica Durance (Alura Zor-El), Amy Jackson (Imra Ardeen/Saturn Girl), Jesse Rath (Querl Dox/Brainiac-5), Anjali Jay (Selena), Emma Tremblay (Ruby Arias), Winsome Brown (kryptoniana oscura), Rosemary Hochschild (Vita).
- Altri interpreti: Barbara Patrick (donna).

- Ascolti USA: telespettatori 1 780 000[29]